# أندرسا (دنا)
أندرسا (بالفارسية: اندرسا) هي قرية تقع في إيران في قسم دنا الريفي.